# Тимофей
Тимофе́й (греч. Τιμόθεος — почитающий Бога от др.-греч. τῑμάω — почитать и θεός — Бог) — мужское имя греческого происхождения. От имени происходят фамилии Тимофеев и Тимофеевский.
На Руси появилось в результате христианизации из Византии. Редко используемое в XX веке. По имени неизвестного Тимофея своё название получила луговая трава — тимофеевка, тимофеева трава.

## Именины
- Православные[5]: 1 января, 17 января, 4 февраля, 6 февраля, 14 февраля, 26 февраля, 6 марта, 12 марта, 29 апреля, 16 мая, 2 июня, 23 июня, 25 июня, 2 июля, 14 августа, 1 сентября, 2 сентября, 11 ноября, 18 ноября, 22 ноября, 11 декабря
  - Католические[6]: 26 января, 24 марта, 6 апреля, 3 мая, 9 мая, 21 мая, 22 мая, 10 июня, 19 августа, 23 августа, 22 августа, 8 сентября, 19 декабря.

## Иноязычные варианты
Ниже представлены (не все) иноязычные варианты имени:
- англ. Timothy[2]
- бел. Цімафей[7]
- болг. Тимотей[2], Тимофей[7]
- греч. Τιμόθεος[8]
- исп. Timoteo[8]
- итал. Timoteo[2]
- лат. Timotheus[8]
- нем. Timotheus[2]
- молд. Тимотей[9]
- пол. Tymoteusz[7]
- рум. Timotei
- серб. Тимотеј, Тимотије[7]
- укр. Тимофій[7]
- фр. Timothée[2]
- чеш. Timotheus[7]
- латыш. Timotejs, Timofejs[7]